# Carnivore (restaurant)
Pour les articles homonymes, voir Carnivore.
Le restaurant Carnivore est installé à Nairobi, dans le quartier de Nairobi West Estate, près de l'aéroport Wilson, au sud-ouest de celui-ci. On y accède par une voie routière d'accès en impasse, qui dessert aussi d'autres entreprises, sur laquelle est établie un point de contrôle de sécurité. Il est spécialisé dans les grillades de gibier africain. 

## Histoire
C'est en septembre 1980 que, le propriétaire du groupe hôtelier The Tamarind Group, Martin Dunford, son épouse Géraldine et un groupe de partenaires financiers créent le Carnivore.